# Celia Jiménez Delgado
Celia Jiménez Delgado (Alcaudete, Jaén, 20 de junio de 1995) es una exjugadora de fútbol profesional que jugó sus últimas temporadas como lateral derecha para el Orlando Pride en la National Women's Soccer League (NWSL) y representó a la selección femenina de fútbol de España. Debutó con la selección absoluta el 17 de septiembre de 2014, participando en las Copas Mundiales Femeninas de la FIFA de 2015 y 2019. Celia ganó el NWSL Shield y el Campeonato NWSL en 2024 con el Orlando Pride y fue nominada al Lauren Holiday Impact Award, un reconocimiento a su contribución a la comunidad promoviendo la educación STEM para jóvenes estudiantes. Es licenciada en Ingeniería Aeroespacial por la Universidad de Alabama y tiene un Master of Business Administration (MBA) por la Universidad Estatal de Washington.

## Trayectoria deportiva

### Inicios (ADV Alcaudete y Las Infantas de Jaén)
Celia muestra mucho interés por el deporte desde pequeña. Compite en tenis desde 2006 a 2009, logrando numerosos trofeos a nivel autonómico en la comunidad autónoma de Andalucía. Es en 2002 cuando comienza a jugar a fútbol 7 en el ADV Alcaudete, equipo mixto en el que es la única niña. En 2008 ficha por el CDT Las Infantas de Jaén, equipo de fútbol base 7 femenino donde logra el título de la Liga Provincial de Jaén 2008/09 y la Copa Diputación de Jaén (2009). Simultáneamente, compite con el equipo sénior del mismo club y consigue el campeonato de la Liga Provincial Senior de Jaén 2008.

### Campeonato de Andalucía (Selección de Jaén)
Su progreso en el fútbol le permite participar con la selección jienense en cuatro Campeonatos de Andalucía, alcanzando la final en todas las ediciones y logrando por primera vez el título de Campeonas de Andalucía Sub 17 en 2009.

### Liga Nacional Española y Superliga (Real Jaén y Sevilla FC)
En 2009 Celia da un nuevo paso más en su carrera y ficha por el Real Jaén, con el que debuta con 14 años en la Primera División Femenina de España, conocida entonces como Superliga. Ese año será, a su vez, el último en el que la andaluza estudie en Alcaudete, donde finalizará tercero de la ESO.
En 2010, con solo 15 años, su carrera futbolística da el salto definitivo al fichar por el Sevilla FC. Deja su Alcaudete natal para competir durante tres temporadas en el club hispalense, con el que estará dos años en la Superliga y una en Segunda División.
Su desempeño futbolístico le lleva a formar parte del Once Ideal de las jornadas 23 y 25 de la temporada 2012/13 de la Primera División.

### Selección Española Sub-17
El debut en competición UEFA de Celia llega el 3 de octubre de 2010 con la selección española Sub-17, con la que participará en dos campeonatos disputando un total de 12 partidos. En 2011 lograría alzarse con el trofeo de Campeona de Europa Sub-17.

### Campeonato de España de Selecciones Autonómicas (Selección Andalucía)
Celia participa con la Selección de Andalucía en dos Campeonatos de España Sub-16, llegando a la Fase Final en 2011.
Con la Selección de Andalucía sub-18 participa en dos Campeonatos de España; en 2011 so subcampeonas y en 2013 logran por primera vez el título que les acredita como Campeonas de España Sub 18, siendo Celia la encargada de marcar en la prórroga el único gol del partido y el tanto de la victoria.
Para poner el broche, recibe el Premio Draft Oro 2013, finaliza sus estudios en el Instituto Galileo-Galilei de Sevilla y supera con éxito la prueba de acceso a la universidad.

### NJCAA - Liga Universitaria de Estados Unidos (IWCC)
Con solo 18 años, acepta una beca deportiva para ir a estudiar a Estados Unidos. Las dos primeras temporadas compite con las Rivers de Iowa Western Community College en la NJCAA División I (Liga Universitaria). En 2013 logra el triplete, proclamándose campeona nacional, de Conferencia y de región. Es, además, nombrada mejor atacante del torneo (Most Valuable Forward).
Un año después, en 2014, en su último año las Rivers, vuelve a repetir como campeona de región y de Conferencia, quedando segundas en la National Championship, la competición nacional. Es escogida como parte del once ideal del torneo, y también es seleccionada por la NSCAA, la Asociación de entrenadores americanos de fútbol, como Continental Tire All-America. Además, Iowa Western Community College la reconoce como la jugadora más valiosa la temporada 2013/14.

### Selección española sub-19
Tras su paso por la selección sub-17, da el salto a la sub-18, donde participa en dos campeonatos disputando un total de 13 partidos. Es la capitana del equipo que consigue llegar a la ronda final y clasificarse como segunda selección europea en la 
Con la selección española sub-19 Celia participa en dos campeonatos, con un total de 13 partidos jugados, es Capitana del equipo que consigue llegar a la final del Campeonato Europeo Femenino Sub-19 de la UEFA 2014, donde España cae en la final contra Países Bajos y se proclama subcampeona de Europa.

### Selección Española Absoluta (Mundial de Canadá 2015)
El debut de Celia Jiménez con la selección absoluta se da el 17 de septiembre de 2014 en un partido contra la República Checa. Tras este debut, la andaluza continúa defendiendo la elástica roja y con solo 19 años es convocada para formar parte de la primera plantilla española en competir en el Mundial. Será titular en los tres partidos de la fase de grupos que disputa España contra Costa Rica 1, Brasil y República de Corea, desempeñando los partidos en la posición de lateral derecha y siendo la jugadora más joven del combinado español. 
Su labor a lo largo de la temporada se ve reconocida al ser incluida en el Draft de Oro de 2015.

### NCAA - Liga Universitaria en Estados Unidos (Universidad de Alabama)
La Universidad de Alabama ofrece una nueva beca deportiva a  Celia  para estudiar y competir con su equipo de soccer femenino en la NCAA DIV I. En 2015 es nombrada All-Second Team Soccer Southastern Conference. En la pretemporada  de 2016 sufre una grave lesión de ACL en la rodilla izquierda que le impide jugar durante toda la temporada,  centra  toda su atención en su recuperación y los estudios. En 2017 vuelve a competir con la Universidad de Alabama, siendo la Capitana y conduce a su equipo a la fase final del Torneo NCAA, es nombrada All-Region Team por United Soccer Coaches, y All-Sec First Team de Southrastern Conference.
En mayo de 2018 concluye sus estudios,  Bachelor of Science in Aerospace Engineering con mérito Academic Honor Roll The Southeastern Conference 2017/2018. 

### Clasificación UEFA Eurocopa Femenina 2017
Ampliando su experiencia en la selección española, juega cuatro partidos en la fase clasificatoria de la Eurocopa Femenina y juega cuatro partidos contra Irlanda, Montenegro, Portugal y Finlandia.
Recibe el Premio Draft Oro 2016.

### Cyprus Cup
Celia es convocada por la selección española para disputar la prestigiosa Copa de Chipre, en la que se proclaman campeonas en 2018 tras ganar en la final a Italia. 

### Draft NWSL (Seattle Reign)
La futbolistas jienense sigue ampliando su trayectoria deportiva en Estados Unidos, convirtiéndose en la primera futbolista de la Universidad de Alabama y la primera española en la historia en ser elegida mediante 'draft' para jugar en la NWSL de Estados Unidos, considerada la liga femenina más potente del mundo. Es seleccionada por Seattle Reign FC en el número 36 en la edición de 2018.

### Clasificación FIFA Mundial 2019
España es encuadrada en el Grupo 7 para buscar la clasificación al Mundial de Francia de 2019. En esa fase clasificatoria, Celia jugará cuatro partidos, todos ellos en 2018, contra Finlandia, Austria y Serbia, acumulando en ellos un total de 234 minutos.

### WPSL - Women's Premier Soccer League (Seattle Sounders Women's)
Con los Seattle Sounders Women, Celia participa en la WPSL (Liga Amateur de Estados Unidos) logrando el título de la Conferencia Oeste 2018 y ayudando al equipo a proclamarse por primera vez campeonas nacionales de la WPSL 2018, anotando en la final el gol del triunfo en el minuto 55.

### UEFA Women's Champions League (Rosengârd)
Su primera aparición en la UEFA Women's Champions League tiene lugar el 12 de septiembre de 2018 con el equipo sueco FC Rosengard, con el que además de participar en la prestigiosa competición europea, finalizó tercero en la Damallsvenskan, la Liga Profesional de Suecia.

### NWSL - National Women's Soccer League (Seattle Reign)
Su debut en la NWSL se produce el 24 de marzo de 2019, en el primer partido de la temporada y siendo titular con Seattle Reign FC, actualmente conocido como OL Reign. Son tres las temporadas que pasa en el conjunto de Washington, clasificándose para los play offs en dos ocasiones y llegando a semifinales en ambas ocasiones.

### Mundial de Francia 2019
Con 24 años, Celia participar en su segundo Mundial al ser convocada para la  Copa Mundial Femenina de Fútbol de 2019 de Francia. Su participación en el partido de China, ayuda a conseguir el empate y la clasificación para octavos de final por primera vez en la historia.

### Actualidad (Orlando Pride)
Celia compite actualmente en la NWSL, representando el equipo profesional Orlando Pride en Florida. La temporada 2024 será la tercera vistiendo la camiseta de Orlando, a la vez que su sexto año en la NWSL. fichó tras pasar tres temporadas en OL Reign.

## Clubes
| Club                 | País           | Año             |
| -------------------- | -------------- | --------------- |
| Real Jaén            | España         | 2009 - 2010     |
| Sevilla F. C. "B"    | España         | 2010 - 2011     |
| Sevilla F. C.        | España         | 2011 - 2013     |
| Iowa Western Reivers | Estados Unidos | 2013 - 2015     |
| Alabama Crimson Tide | Estados Unidos | 2015 - 2018     |
| Seattle Reign F.C.   | Estados Unidos | 2018 - 2019     |
| Perth Glory          | Australia      | 2019 - 2020     |
| Olympique de Lyon    | Francia        | 2020 - 2021     |
| Seattle Reign F.C.   | Estados Unidos | 2021            |
| Orlando Pride        | Estados Unidos | 2021-Actualidad |

## Palmarés

### Campeonatos internacionales
| Título         | Equipo              | Sede  | Año  |
| -------------- | ------------------- | ----- | ---- |
| Europeo Sub-17 | Selección de España | Suiza | 2011 |

## Premios y Condecoraciones

### Distinciones individuales
| Premio                                                                         | Año  |
| ------------------------------------------------------------------------------ | ---- |
| Homenaje del Pueblo de Alcaudete                                               | 2011 |
| Reconocimiento Federación Jienense de Fútbol                                   | 2011 |
| Trofeo Logros Deportivos de la Asociación Jiennense de la Prensa Deportiva     | 2012 |
| Fútbol Draft Oro Femenino                                                      | 2013 |
| MVP National Championship NJCAA                                                | 2013 |
| All-American, First Team de la NJCAA                                           | 2014 |
| Premio Especial Juego Limpio                                                   | 2014 |
| Premio Meridiana - Iniciativa Deportivad, IAJ Junta de Andalucía               | 2014 |
| Premio a la Igualdad - Dinamia                                                 | 2014 |
| Deportista Mayor Proyección en la Gala del Deporte del Ayuntamiento de Andújar | 2014 |
| All-American 2014 como jugadora de la IWCC                                     | 2014 |
| Premios Jóvenes Jaén del Deporte, IAJ Junta de Andalucía                       | 2014 |
| Biggest Balls, Iowa Western Community College Women's Soccer                   | 2014 |
| Premio a la trayectoria y ejemplo fútbol femenino de Ayuntamiento de Cazorla   | 2015 |
| Medalla de Oro 2015 por la RFAF                                                | 2015 |
| Fútbol Draft Oro Femenino                                                      | 2015 |
| Premio Jaén Joven Vanguardia Deportiva del Diario Jaén                         | 2015 |
| All-Second Team Soccer de la Conferencia Suroeste                              | 2015 |
| Fútbol Draft Oro Femenino                                                      | 2016 |
| Galardón Historial Deportivo del Ayuntamiento Villacarrillo                    | 2016 |
| All-Region Team, Universidad de Alabama                                        | 2017 |
| All-Sect First Team, Conferencia Suroeste                                      | 2017 |
| Premio Modalidad Fútbol Ayuntamiento Alcaudete                                 | 2018 |
| Premio a la Excelendia de Jaén del Diario Jaén                                 | 2019 |
| Premio Especial Cultura y Deporte del Ayuntamiento de Vilchés                  | 2021 |
| Premio Nacional Palabra de fútbol                                              | 2022 |
| Premio COPE Jaén                                                               | 2023 |

### Premios colectivos
| Premio                                                                                    | Año  |
| ----------------------------------------------------------------------------------------- | ---- |
| Premio Promesa a la Selección Sub-17 Femenina, Diario AS                                  | 2011 |
| Premio Barón Güell Selección Femenina Archivado el 4 de enero de 2022 en Wayback Machine. | 2015 |

### Filantropía
| Conferencia | Año  |
| --- | ---- |
| "La Igualdad en el Fútbol" en CEIP Alfredo Cazabán de Jaén                                                                              | 2017 |
| "Promoción del alumnado al estudio del Bachillerato Científico Tenológico y fomento de la práctica del deporte" en IES Salvador Serrano | 2019 |

### Pionera
| Acontecimiento                                                                                     |
| -------------------------------------------------------------------------------------------------- |
| Primera española en ser elegida en el draft de la NWSL                                             |
| Primera española en competir en la liga profesional australiana W-League                           |
| Primera española en ser elegida MVP por el Perth Glory en la W-League                              |
| Jugadora más joven en debutar en el primer Mundial de España                                       |
| Primera española en ganar el Campeonato Nacional de Estados Unidos NJCAA                           |
| Primera capitana que consigue llevar a la Selección Andaluza a ganar el Campeonato Nacional Sub-18 |
| Jugadora más joven en debutar en la Superliga (ahora Primera Iberdrola)                            |

## Patrocinios
Celia Jiménez es embajadora oficial de Iberdrola, a su vez patrocinador también del deporte femenino español desde 2016. También forma parte el programa Mentor 10 de la Junta de Andalucía.